# سیارک ۱۹۴۵۴
سیارک ۱۹۴۵۴ (به انگلیسی: 19454 Henrymarr، نامگذاری:1998FX127) نوزده هزار و چهارصد و پنجاه و چهارمین سیارک کشف شده‌است که در ۲۵ مارس ۱۹۹۸ کشف شد.
قدر مطلق سیارک برابر ۱۶.۲ است.